# 彼得峰 (伯尔尼山)
46°27′42.9″N 7°48′30.4″E / 46.461917°N 7.808444°E

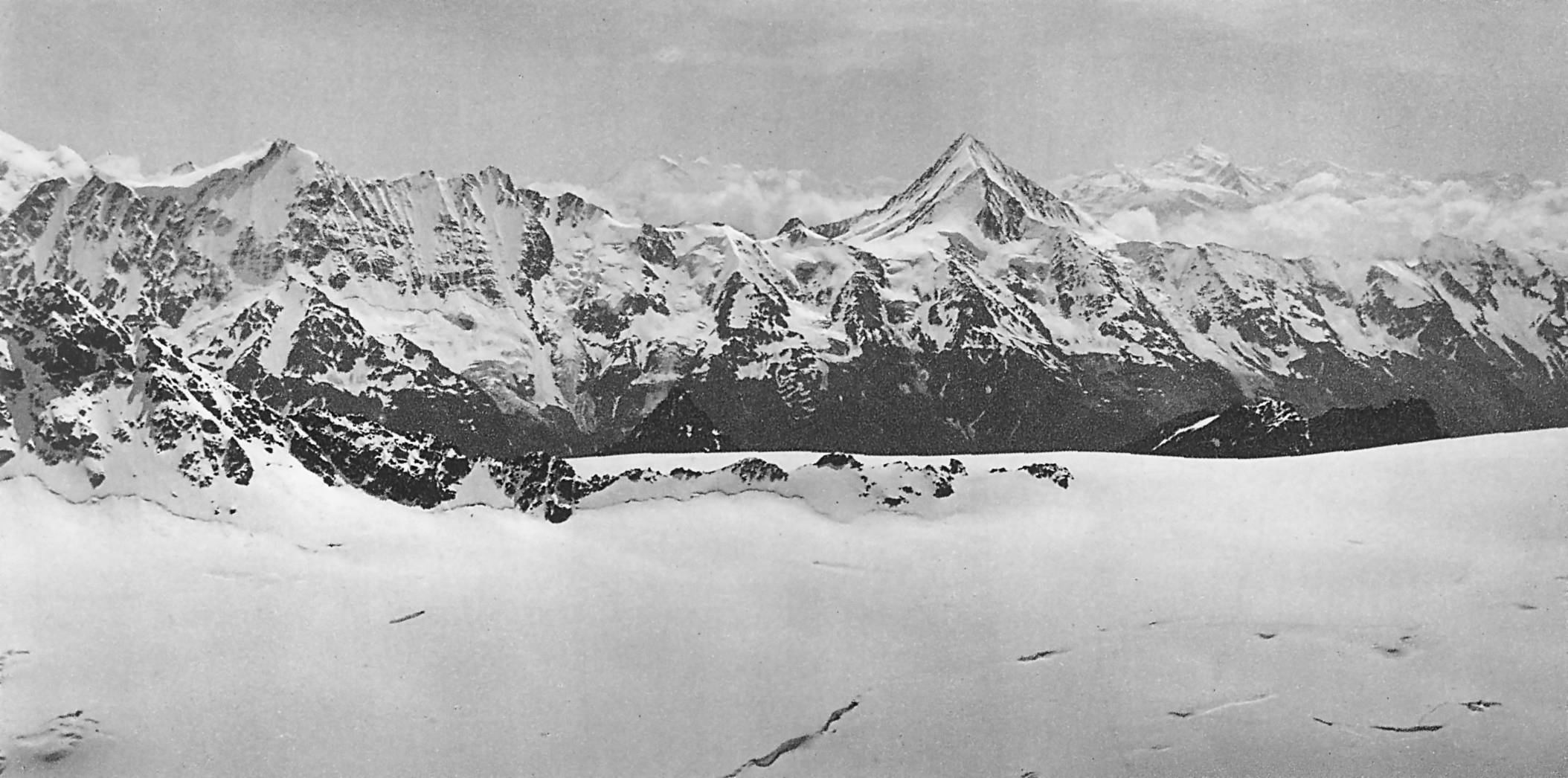

彼得峰（德語：Petersgrat）是瑞士伯恩州和瓦萊州的山峰，位於該國南部，屬於伯尔尼山的一部分，海拔高度3,202米，每年平均降雨量1,585毫米。

## 外部連結
- Petersgrat on Hikr （页面存档备份，存于）